# Agrotis baueri
Agrotis baueri là một loài bướm đêm trong họ Noctuidae.